# Peter Pekarík
Peter Pekarík (* 30. října 1986, Žilina, Československo) je slovenský fotbalový obránce a reprezentant. V současnosti hraje v českém mužstvu SK Dynamo České Budějovice. Účastník Mistrovství světa 2010 v Jihoafrické republice a EURA 2016 ve Francii. Mimo Slovensko působil na klubové úrovni v Turecku a Německu. Je katolík.

## Klubová kariéra

### MFK Žilina, ZŤS Dubnica
Pekarík začal hrát fotbal v rodné Žilině. Jeho debut v Corgoň lize přišel v klubu ZŤS Dubnica, kde hostoval. Odehrál zde 27 utkání a pak se v létě 2005 vrátil do Žiliny. V sezóně 2006/07 získal s klubem ligový titul.

### VfL Wolfsburg
V první polovině sezóny 2008/09 se mu dařilo a v lednu 2009 podepsal smlouvu s německým bundesligovým klubem VfL Wolfsburg. Smlouva byla na 4½ roku. Dostal zde dres s číslem 19.
V Bundeslize debutoval v 18. kole 31. ledna v zápase proti 1. FC Köln , v němž se zrodila remíza 1:1. O poločase jej trenér Felix Magath poslal na hřiště za Itala Cristiana Zaccarda. Kromě jednoho zápasu odehrál ve zbytku sezóny všechna utkání a na jejím konci se těšil ze zisku bundesligového titulu, prvního v historii klubu. Ke konci sezóny však ztratil místo v základní jedenáctce a naskakoval do zápasů jako střídající hráč.

### Kayserispor
V srpnu 2011 šel Pekarík na jednoroční hostování do tureckého klubu Kayserispor hrajícího tureckou nejvyšší fotbalovou soutěž Süper Lig.

### Hertha Berlín
Po jednoročním hostování v Turecku se Peter Pekarík vrátil zpět do Německa, tentokrát podepsal smlouvu s klubem Hertha Berlín. V týmu trenéra Jose Luhukaye dostal dres s číslem 2. Smlouva mu vypršela v červenci 2024. 

### MŠK Žilina
V září 2024 podepsal smlouvu s MŠK Žilina, ve kterém svou kariéru započal. Z klubu odešel v únoru roku 2025.

### SK Dynamo České Budějovice
Dne 10. února byl představen jako nová posila klubu SK Dynamo České Budějovice.

## Reprezentační kariéra

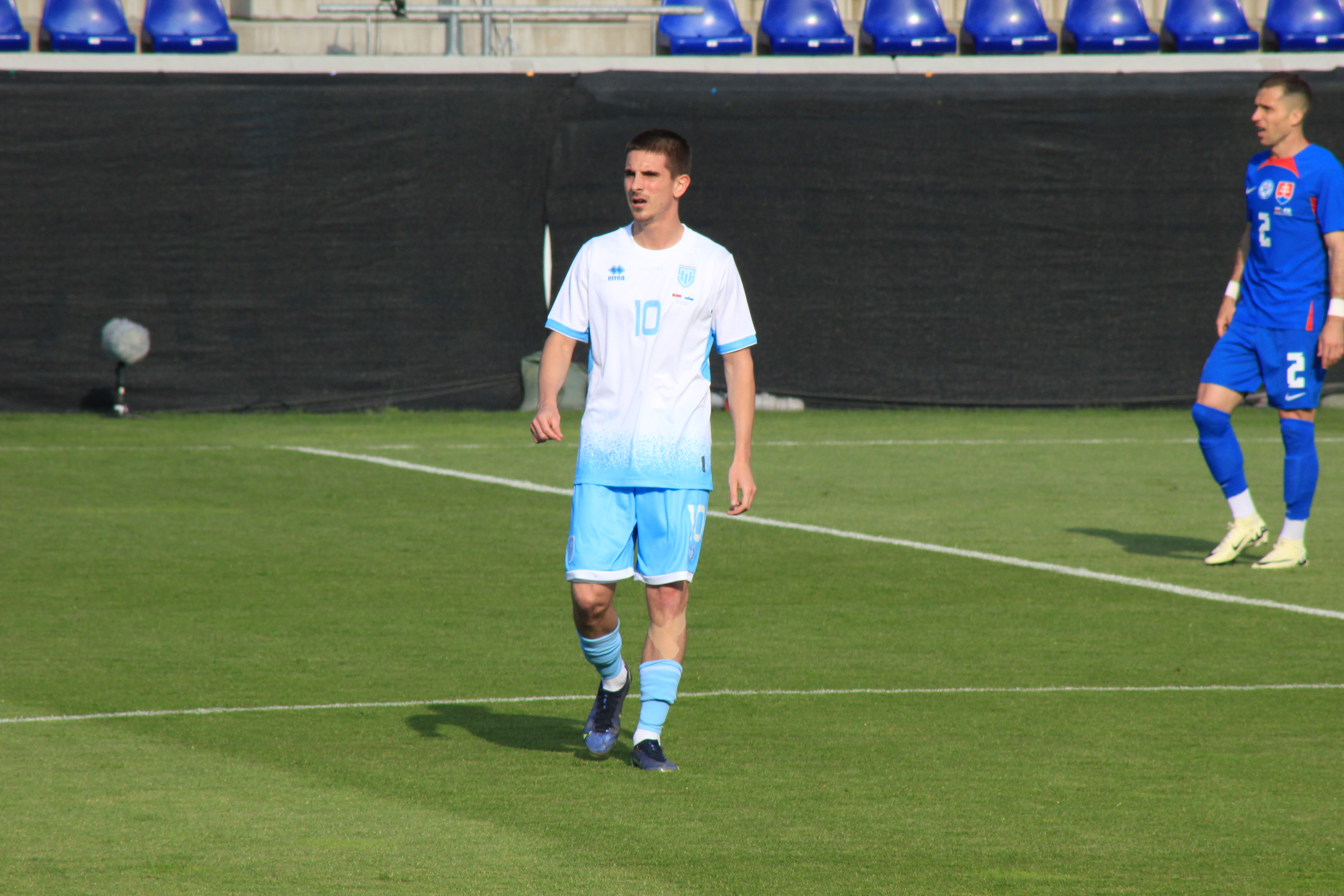
Pekarík v roce 2024

Peter Pekarík působil ve slovenské fotbalové reprezentaci do 21 let.
Pekarík debutoval ve slovenské fotbalové reprezentaci 10. prosince 2006 v přátelském utkání proti domácím Spojeným arabským emirátům (Slovensko vyhrálo 2:1), kde odehrál celý zápas.
Svůj první gól za seniorskou reprezentaci Slovenska vstřelil 6. června 2009 v kvalifikaci na Mistrovství světa 2010 v domácím utkání na Tehelném poli proti San Marinu. Peter zvyšoval ve 12. minutě na 2:0, slovenský celek rozstřílel svého soupeře nakonec 7:0.
14. listopadu 2012 nastoupil v základní sestavě v přátelském utkání v Olomouci s Českou republikou, tento zápas mu ale příliš nevyšel. V 6. minutě byl nedůsledný při bránění a umožnil odcentrovat Ladislavu Krejčímu na Davida Lafatu, který zvyšoval už na 2:0 pro domácí. V 17. minutě ho dvojice hlavních trenérů Stanislav Griga, Michal Hipp stáhla ze hřiště a nahradila Mariánem Čišovským z Viktorie Plzeň. Slovensko podlehlo ČR 0:3. Poté jej reprezentační trenéři přestali nominovat. Další šanci dostal až 14. srpna 2013, když jej povolal nový trenér Slovenska Ján Kozák k přátelskému střetnutí s domácím Rumunskem (remíza 1:1). Nastoupil v odvetném kvalifikačním zápase s Bosnou a Hercegovinou 10. září 2013 v Žilině, Slovensko podlehlo svému balkánskému soupeři 1:2 a ztratilo naději alespoň na baráž o Mistrovství světa 2014 v Brazílii.

### Mistrovství světa 2010
Na světovém šampionátu 2010 v Jižní Africe se Slovensko dostalo do osmifinále, kde podlehlo pozdějšímu vicemistrovi Nizozemsku 1:2. V základní skupině F v prvním zápase proti Novému Zélandu (15. června 2010, remíza 1:1) nehrál. Nastoupil v základní sestavě až v utkání proti Paraguay (20. června 2010), které Slovensko prohrálo 0:2. Třetí zápas proti Itálii (24. června 2010) odehrál rovněž v základní sestavě a byl u cenného vítězství 3:2, které slovenskému mužstvu zaručilo účast v osmifinále na úkor Itálie a Nového Zélandu. Peter Pekarík v tomto střetnutí obdržel žlutou kartu. V osmifinále odehrál také kompletní počet minut, Slovensko prohrálo 1:2 a s turnajem se rozloučilo.

### EURO 2016
Trenér Ján Kozák jej vzal na EURO 2016 ve Francii, kam se Slovensko probojovalo poprvé v éře samostatnosti. V prvním utkání nastoupil proti Walesu, Slovensko prohrálo 1:2. Ve druhém zápase proti Rusku byl u výhry 2:1 a v posledním zápase základní skupiny proti Anglii utkání skončilo skončilo remízou 0:0. Slovenští fotbalisté skončili se 4 body na třetím místě tabulky, v osmifinále se představili proti reprezentaci Německa, kterému podlehli 0:3, a s šampionátem se rozloučili.

### Reprezentační góly a zápasy

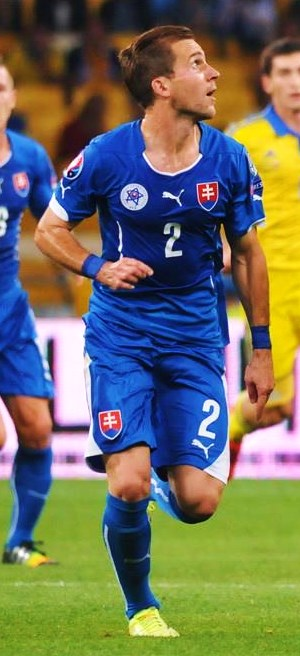
Peter Pekarík v reprezentačním dresu v roce 2014

Seznam gólů Petera Pekaríka v A-mužstvu slovenské reprezentace
| 010                | 6. 6. 2009  | Tehelné pole, Bratislava              | San Marino  | 02:0 0(12.) | 7:0 | kvalifikace na MS 2010   |
| 02                 | 27. 3. 2015 | Štadión pod Dubňom, Žilina, Slovensko | Lucembursko | 03:0 0(40.) | 3:0 | kvalifikace na EURO 2016 |
| Platí k 5. 9. 2017 |             |                                       |             |             |     |                          |

Zápasy Petera Pekaríka v A-mužstvu slovenské reprezentace
| 2006               | 1  | 0 |
| 2008               | 5  | 0 |
| 2009               | 12 | 1 |
| 2010               | 10 | 0 |
| 2011               | 8  | 0 |
| 2012               | 8  | 0 |
| 2013               | 6  | 0 |
| 2014               | 8  | 0 |
| 2015               | 5  | 1 |
| 2016               | 10 | 0 |
| 2017               | 4  | 0 |
| Celkem             | 77 | 2 |
| Platí k 5. 9. 2017 |    |   |